# Sans attendre Tour
A Sans attendre Tour Céline Dion tizenegyedik koncertturnéja, amelyet a 2012 novemberében megjelent Sans attendre című album népszerűsítésére rendeztek. A kilenc koncertből álló turné az eddigi legrövidebb az énekesnő karrierje során.

## Háttér
2013 tavaszán jelentették be, hogy az énekesnő ismét európai turnéra indul, két antwerpeni és öt párizsi koncerttel.
2013. június 19-én bejelentették, hogy tervezett hét koncert után lesz egy hatodik is Párizsban december 4-én, majd augusztus 27-én egy újabb koncertidőpontot is bejelentettek december 5-re. Gilbert Coullier producer szerint ezt az európai "mini-turnét" a 2012 novemberében és 2013 novemberében megjelent francia (Sans attendre) és angol nyelvű albumok (Loved Me Back to Life) népszerűsítésére tervezték, azonban az angol album csúszása miatt az angol nyelvű dalok javarészt kimaradtak a műsorból. A koncertek végül is 80%-ban francia, 20%-ban angol nyelvű dalokból álltak, a két új album dalai mellett néhánnyal az énekesnő korai albumairól is (Au cœur du stade, S'il suffisait d'aimer, Incognito).

## Műsor
Az első három koncert repertoárja:
1. Je ne vous oublie pas (acapella)
2. Dans un autre monde
3. Parler à mon père
4. It's All Coming Back to Me Now/The Power of Love (egyveleg)
5. On ne change pas
6. Destin
7. Immensité
8. Qui peut vivre sans amour?
9. Je crois toi
10. La mer et l'enfant
11. Celle qui m'a tout appris
12. Where Does My Heart Beat Now
13. Terre
14. Tout l'or des hommes
15. Regarde-moi[m 1]
16. Je sais pas
17. Loved Me Back to Life
18. Water and a Flame
19. At Seventeen[m 2]
20. Un garçon pas comme les autres (Ziggy)[m 3]
21. S'il suffisait d'aimer
22. All by Myself
23. J'irai où tu iras (duett: Marc Langis)
24. Love Can Move Mountains/River Deep – Mountain High
25. My Heart Will Go On
26. Pour que tu m'aimes encore
27. Le miracle[m 4]
28. Je ne vous oublie pas (acapella)[m 5]

## Koncertek
| 2013. november 21. | Antwerpen | Belgium       | Sportpaleis                      |
| 2013. november 22. | Antwerpen | Belgium       | Sportpaleis                      |
| 2013. november 25. | Párizs    | Franciaország | Palais Omnisports de Paris-Bercy |
| 2013. november 26. | Párizs    | Franciaország | Palais Omnisports de Paris-Bercy |
| 2013. november 29. | Párizs    | Franciaország | Palais Omnisports de Paris-Bercy |
| 2013. november 30. | Párizs    | Franciaország | Palais Omnisports de Paris-Bercy |
| 2013. december 1.  | Párizs    | Franciaország | Palais Omnisports de Paris-Bercy |
| 2013. december 4.  | Párizs    | Franciaország | Palais Omnisports de Paris-Bercy |
| 2013. december 5.  | Párizs    | Franciaország | Palais Omnisports de Paris-Bercy |